# Рамоновское сельское поселение
Рамоновское се́льское поселе́ние — муниципальное образование в Алагирском районе Северной Осетии Российской Федерации.
Административный центр — посёлок Рамоново.

## История
Статус и границы сельского поселения установлены Законом Республики Северная Осетия-Алания от 5 марта 2005 года № 11-рз «Об установлении границ муниципального образования Алагирский район, наделении его статусом муниципального района, образовании в его составе муниципальных образований - городского и сельских поселений и установлении их границ»

## Население
| 2002 | 2010 | 2011 | 2012 | 2013 | 2014 | 2015 |
| ---- | ---- | ---- | ---- | ---- | ---- | ---- |
| 755  | ↗820 | →820 | ↗836 | ↗840 | ↘834 | ↘833 |
| 2016 | 2017 | 2018 | 2019 | 2020 | 2021 | 2023 |
| ↘830 | ↗834 | ↘833 | →833 | ↘832 | ↗892 | ↗896 |
| 2024 | 2025 |      |      |      |      |      |
| ↘891 | ↘886 |      |      |      |      |      |

## Состав сельского поселения
| № | Населённый пункт | Тип населённого пункта          | Население |
| - | ---------------- | ------------------------------- | --------- |
| 1 | Рамоново         | посёлок, административный центр | ↘886      |